# Tremotylium sierraleonense
Tremotylium sierraleonense är en lavart som beskrevs av C.W. Dodge 1964. Tremotylium sierraleonense ingår i släktet Tremotylium och familjen Thelotremataceae.   Inga underarter finns listade i Catalogue of Life.